# Coleophora lonchodes
Coleophora lonchodes là một loài bướm đêm thuộc họ Coleophoridae. Nó được tìm thấy ở miền nam Nga and central châu Á. It occurs in desert-steppe biotopes.
Con trưởng thành bay từ cuối tháng 4 đến tháng 6.
Ấu trùng ăn the carpels of Suaeda physophora.